# Plamen Getov
Plamen Cvetanov Getov (bolgárul: Пламен Цветанов Гетов, Szungurlare, 1959. március 4. – ) bolgár válogatott labdarúgó.

## Pályafutása

### Klubcsapatban
1977-ben kezdte a pályafutását a Szpartak Varna csapatában. 1980-tól 1988-ig a Szpartak Pleven együttesében szerepelt. Az 1984–85-ös szezonban a bolgár bajnokság legeredményesebb játékosa volt 26 találattal. 1988 őszén rövid ideig a CSZKA Szofija játékosa volt, ennek értelmében tagja volt az 1989-ben bajnoki címet szerző és bolgár kupát nyerő csapatnak. 1989-től 1991-ig Portugáliában játszott a Portimonense csapatában. 1991-ben hazatért az Etar Veliko Tarnovóhoz, ahol egy évet töltött. Az 1992–93-as szezonban a Levszki Szofiját erősítette, melyet bajnoki címhez segített és 26 góllal megszerezte a gólkirályi címet is. Később játszott még a Volov Sumen (1993–94), a Cserno More Varna (1995) és a Szpartak Pleven (1995–98) együttesében. 

### A válogatottban
1983 és 1989 között 25 alkalommal szerepelt a bolgár válogatottban és 4 gólt szerzett. Részt vett az 1986-os világbajnokságon. A Dél-Korea elleni csoportmérkőzésen ő szerezte a bolgárok gólját.

## Sikerei, díjai
CSZKA Szofija
- Bolgár bajnok (1): 1988–89
- Bolgár kupagyőztes (1): 1988–89

Levszki Szofija
- Bolgár bajnok (1): 1992–93

Egyéni
- A bolgár bajnokság gólkirálya (2): 1984–85 (26 gól), 1992–93 (26 gól)